# Быгда (гора)
Быгда — одна из горных вершин центрального Сихотэ-Алиня, на Дальнем Востоке России.
Расположена на территории Хабаровского края. По вершине горы (по линии водораздела) проведена административная граница между Комсомольским и Ванинским муниципальными районами края. На склонах горы берут начало порядка десятка малых рек, а также река Хуту — 196 км.
Гора входит в число высоких в горной системе Сихотэ-Алинь, высота — 1408 метров над уровнем моря. Вершина каменистая, с кедровым стлаником.